# Chevalier de Saint-Georges
Joseph Bologne, Chevalier de Saint-Georges, född 25 december 1745 i Baillif i Guadeloupe, död 10 juni 1799 i Paris, var en fransk violinist, dirigent och kompositör. Han var också känd som fäktare och ryttare. Han kallades även den "svarte Mozart", då han var en av de tidigast kända musikerna i Europa av afrikansk härkomst.

## Uppväxt
Chevalier de Saint-Georges föräldrar var den före detta slaven Nanon och plantageägaren Georges Bologne de Saint-Georges. Fadern kallade sig de Saint-George efter en av sina egendomar, men var inte född adlig. Han adlades först 1757 då han utnämndes till Gentilhomme ordinaire de la chambre du roi. 1747 blev Georges Bologne falskt anklagad för mord och flydde till Frankrike för att hindra försäljning av Nanon och barnet. Efter två år kunde dock familjen återvända till Guadeloupe. 1753 tog Georges med sig Joseph till Frankrike permanent där han skrevs in vid en privat akademi. 13 år gammal blev Joseph Saint-Georges elev till La Boëssière där han utmärkte sig i fysiska övningar, speciellt i fäktning. Medan han fortfarande var student vann han över Alexandre Picard, en fäktningsmästare från Rouen som hade kallat honom "La Boëssières mulattuppkomling". Efter att ha avlagt examen 19 år gammal utnämndes han till Gendarme de la Garde du Roi, medlem av det kungliga gardet. Efter sjuårskriget återvände fadern Georges till sina plantager på Guadeloupe och lämnade Joseph i Frankrike med en ordentlig livränta. Den unge ädlingen blev favorit i Parissocieteten, samtida källor talade om hans romantiska erövringar. 1766 kom den italienske fäktaren Giuseppe Faldoni till Paris för att utmana Saint-Georges. Faldoni vann, men utnämnde Saint-Georges till den bäste fäktaren i Europa.

## Karriär
Innan han emigrerade till Frankrike studerade Saint-Georges musik på Saint-Domingue för den svarte violinisten Joseph Platon.[källa behövs] 1769 blev han medlem i François-Joseph Gossecs nya orkester Concert des Amateurs på Hôtel de Soubise och blev snart dess ledare för att sedan bli ledare för Concert de la Loge Olympique som var den tidens största orkester med 65-70 musiker. 

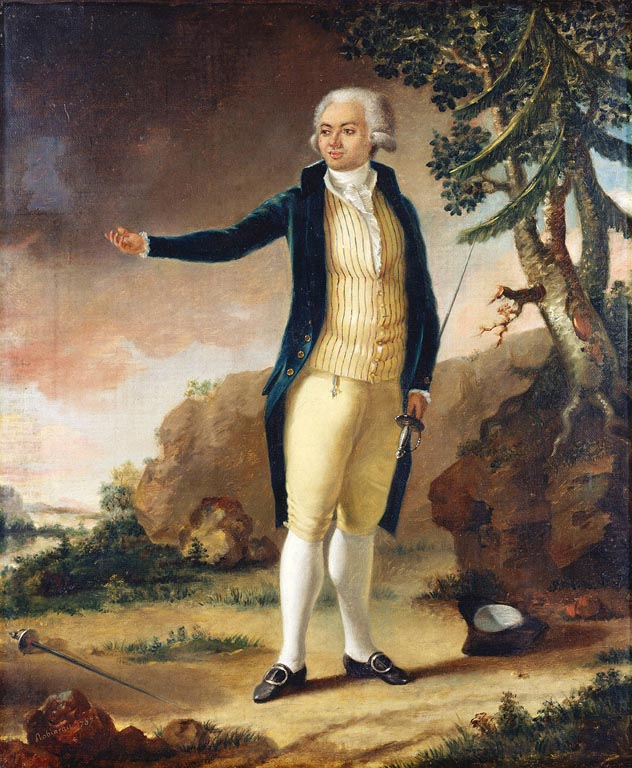
Chevalier de Saint-Georges 1787.

 Denna orkester gav Joseph Haydn i uppdrag att komponera de så kallade Parissymfonierna, nummer 82-87, vilka Saint-Georges dirigerade vid premiären. Marie-Antoinette fick dem framförda flera kvällar i rad och nummer 85 döptes till Drottningen till hennes ära. Ludvig XVI utnämnde honom även till ledare för kungliga operan, men detta stoppades av tre divor som i en skrivelse till drottningen hävdade att det var under deras värdighet och skadligt för deras professionella rykte att uppträda på scenen under ledning av en mulatt. För att bespara Saint-Georges den offentliga förnedringen beslutade kungen att tjänsten som musikalisk ledare i fortsättningen bara kunde rekryteras ur den egna orkestern.  
Liksom många andra aristokrater tjänstgjorde Saint-Georges i revolutionsarmén. Han blev överste för ett regemente bestående av 1000 frivilliga före detta slavar. På grund av sina tidigare förbindelser med hovet fick han dock lämna armén 1793 efter att ha anklagats för att använda allmänna medel för egen vinning. Han blev sedan frikänd efter att ha tillbringat 18 månader i fängelse. 
Efter revolutionen fortsatte Saint-Georges att leda orkestrar, men efter att ha övergetts av sina tidigare beskyddare levde han under knappa förhållanden och hans livsstil bar föga likhet med det han levde under monarkin.

## Verk
- Op.1 6 Stråkkvartetter och 4 Violinkonserter
- Op.2 2 Violinkonserter
- Op.3 2 Violinkonserter
- Op.4 Violinkonsert i D-dur
- Op.5 2 Violinkonserter
- Op.6 2 Sinfonia Concertantes
- Op.7 2 Violinkonserter
- Op.8 Violinkonsert i G-dur
- Op.9 2 Sinfonia Concertantes
- Op.10 Sinfonia Concertante i F-dur
- Op.11 2 Symfonier
- Op.14 6 Stråkkvartetter
- Klaversonater
- Sonater för klaver och violin
- Ytterligare stråkkvartetter

### Operor
- Ernestine (1777)
- La partie de la chasse (1778)
- La fille-garçon (1787)
- Guillaume tout coeur (1790)

### Balett
- L’amant anonyme (1780)